# Франц Фишлер
Франц Фишлер (на немски: Franz Fischler) е политик от Австрийската народна партия. Той е еврокомисар в сферата на земеделието, аграрното развитие и риболова от 1995 до 2004 г.
Франц Фишлер е роден в малкия планински град Абзам в историческата област Тирол. Учи специалност „Земеделие“ в Аграрния университет във Виена, а по-късно работи като университетски асистент от 1973 до 1979 г.
Между 1989 и 1994 г. Фишлер е федерален министър на селското стопанство и лесовъдството, а от 1990 г. е член на Националния съвет на Австрия. От 1995 г. е еврокомисар на земеделието и аграрното развитие, като от 1999 г. въпросите, свързани с риболова, също стават част от неговите отговорности.
Франц Фишлер е еврокомисар до 2004 г., когато прехвърля австрийския пост на сънародничката си Бенита Фереро-Валднер, утвърдена за еврокомисар по външните работи. Самият пост еврокомисар по земеделските въпроси е предаден на датчанина Мариан Фишер Бьол.
Почетен доктор на Университета за световно и национално стопанство в София (2004).